# Faculdade de Educação Física e Dança da Universidade Federal de Goiás
A Faculdade de Educação Física e Dança da Universidade Federal de Goiás (UFG) é uma unidade pública de ensino, pesquisa e extensão, localizada em Goiânia.
As primeiras atividades que remontam a Faculdade de Educação Física e Dança se deram em 1978, quando foi criada a Coordenação de Educação Física e Desportos da UFG. A inauguração do prédio atual como faculdade, por sua vez, só se deu em 1994, após um repasse de verbas a UFG feita pelo governo do então presidente Itamar Franco. Nesta época, foi construída a pista de atletismo e o primeiro diretor da unidade assumiu o cargo. A Faculdade de Educação Física e Dança é um importante espaço para atividades de extensão da universidade para a comunidade. Oferece atividades de diferentes esportes, como natação, hidroginástica, atletismo, dança e musculação. A unidade também é responsável pelo Centro de Esportes Samambaia.
Situa-se no Campus Samambaia, na região norte de Goiânia.